# Giovanni Canestrini (Journalist)

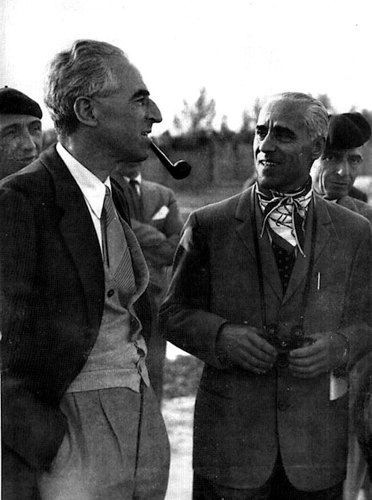
Giovanni Canestrini (l.) mit Tazio Nuvolari

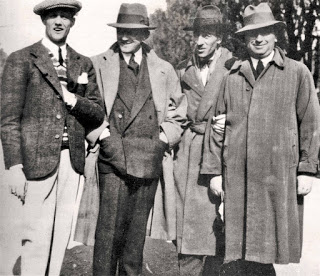
Die Gründerväter der Mille Miglia (v. l.): Aymo Maggi, Franco Mazzotti, Giovanni Canestrini und Renzo Castagneto

Giovanni Canestrini (* 26. November 1893 in Catania; † 27. Mai 1975 in Mailand) war ein italienischer Journalist, Ingenieur, Fußballspieler, -schiedsrichter und Sportfunktionär.

## Werdegang
Giovanni Canestrini kam 1893 in Catania auf Sizilien zur Welt. Die Familie zog später nach Novara im Piemont, wo Canestrini 1908 zusammen mit sieben Klassenkameraden des Liceo Classico „Carlo Alberto“ die Football Association Studenti gründete, die zwei Jahre später in Foot Ball Club Novara umbenannt wurde. Canestrini spielte zwei Spielzeiten lang für den Klub als Linksaußen . 1910 schloss er die Schule ab und nahm am Regio Politecnico di Torino ein Studium der Ingenieurwissenschaften auf. Ab 1912 arbeitete er gleichzeitig für die Sportzeitschrift Guerin Sportivo. Nach Abschluss seines Studiums nahm er anfangs als Offizier der Artillerie und nach Erwerb seiner Fluglizenz als Fliegeroffizier am Ersten Weltkrieg teil.
Im Oktober 1919 legte Canestrini in Turin die Schiedsrichterprüfung ab und wurde in den Kader der Italienischen Schiedsrichtervereinigung aufgenommen. Zwischen 1919 und 1923 leitete er Spiele der Italienischen Fußballmeisterschaft.
Canestrinis große Leidenschaft galt dem Motorsport, über den er für den Corriere di Novara regelmäßig berichtete. Schnell erwarb er tiefgreifende Kenntnisse in der damals noch jungen Sportart und freundete sich mit einigen Aktiven an, unter ihnen Achille Varzi. Seine Liebe zum Rennsport ging so weit, dass er als beifahrender Mechaniker an Rennen teilnahm – beispielsweise startete er zusammen mit Luigi Tornielli di Borgolavezzaro auf Bugatti 1922 bei den Bergrennen Susa–Moncenisio und Aosta–Gran San Bernardo.
Im Jahr 1924 machte ihn der damalige Chefredakteur der Gazzetta dello Sport, Emilio Colombo, zum Autor einer Motorsportkolumne. In der Folge wurde Canestrini bei der Leserschaft für seine leidenschaftlichen Berichte bekannt, die stets mit kompetenten technischen Analysen und kenntnisreichen Geschichten hinter den Kulissen gespickt waren. Er zog er nach Mailand und begann eine langjährige Karriere als Journalist im Motorsport- und Automobilbereich. Außerdem pflegte er eine Leidenschaft für Technikgeschichte, insbesondere für die Arbeiten Leonardo da Vincis und veröffentlichte zahlreiche Sachbücher zu diesen Themen.
Im Dezember 1926 rief er in seinem Haus in Mailand zusammen mit Franco Mazzotti, Aymo Maggi und Renzo Castagneto die Mille Miglia ins Leben und gehörte lange Jahre zum Organisatorenteam dieses Rennens.
Giovanni Canestrini starb im Mai 1975 im Alter von 81 Jahren in Mailand.